# Jardín Botánico de Rockhampton
El Jardín Botánico de Rockhampton y zoológico (inglés: Rockhampton Botanic Gardens and Zoo) es un jardín botánico de 38 hectáreas de extensión, en Rockhampton, Queensland, Australia. 
El código de reconocimiento internacional de "Rockhampton Botanic Gardens" como miembro del "Botanic Gardens Conservation Internacional" (BGCI), así como las siglas de su herbario es ROCKH.

## Localización e información
El jardín botánico está ubicado en 
Rockhampton Botanic Gardens Spencer Street The Range Rockhampton, Queensland 4700 Australia.
Planos y vistas satelitales.23°24′30.6″S 150°30′8.2794″E / -23.408500, 150.502299833
- Promedio Anual de Lluvias: 1500 mm
- Altitud: 38.00 m s. n. m.

## Historia
Noventa y seis acres de tierras de pastos en la ladera occidental de los montes Athelstane fueron dedicados para un jardín botánico en 1869, bajo dirección de la sociedad "Acclimatisation Society of Queensland". 
La finalidad primaria era la experimentación y el cultivo de plantas para determinar su conveniencia y valor económico en la región. 

## Colecciones botánicas
El "Rockhampton Botanic Gardens" está catalogado entre los mejores en Australia regional. Algunos de los excelentes especímenes de palmas, de cycas y de helechos son de más de 100 años. En sus colecciones de plantas un 10 % de ellas son de la flora australiana
Son de destacar las secciones:
- Colección de Palmas y Cycas, el jardín botánico tienen una impresionante colección de palmas maduras, y se han hecho recientemente grandes esfuerzos para ampliar aún más esta colección ya significativa. En el último recuento había unas 200 especies que de más de 60 géneros, y se planean más plantaciones de palmas.
- Hugo Lassen Fernery, el recinto de helechos Hugo Lassen construido gracias al legado de este dentista local. El recinto de los helechos fue terminado en 1939 y construido bajo la forma de una gran cruz. Es una de las características más excepcionales de los jardines.
- Árboles tropicales de flor,
- Plantas arbustivas.
- Jardín japonés, el arte de jardinería tradicional japonés crean un sentido del espacio, y de la tranquilidad. Fueron diseñados por el arquitecto de paisaje japonés, Kenzo Ogata, y es una visita obligada en el jardín botánico.
- Cenotafio, el cenotafio fue construido en 1924. Honra a los hombres y mujeres que lucharon en las 1ª, y 2ª guerras mundiales, las campañas coreanas, de Malasia y de Borneo, así como en la guerra de Vietnam. Las semillas del pino solitario en Galípoli fueron obtenidas del gobierno turco en el año del bicentenario de Australia, y los pinos de algunas de estas semillas ahora forman parte de una avenida y alrededor del cenotafio. El Ayuntamiento de Rockhampton ha proporcionado árboles a otros clubs de RSL en otros lugares de Australia.
- Murray Lagoon, en sus inicios la laguna Murray le dio un atractivo añadido al jardín botánico mientras que sirvió como lugar de natación para los residentes locales hasta que fueran abiertos los baños en 1883. Junto con lagunas circundantes, la laguna de Murray complementó el abastecimiento de agua de Rockhampton desde el primer día. La laguna alberga a una gran variedad de peces y de pájaros, así como tortugas y anguilas, y fue declarada santuario de la fauna en 1902.
- Gardens Tearoom, el salón de té del jardín se ubica bajo un baniano gigante (Ficus benghalensis). Este árbol imponente tiene grandes raíces aéreas que ayudan como contrafuertes para sostener sus ramas.

## Actividades
En este centro se despliegan una serie de actividades a lo largo de todo el año:
- Programas educativos.
- Horticultura.
- Sistemática y Taxonomía.
- Exhibiciones de plantas especiales.
- Sociedad de amigos del botánico.
- Cursos para el público en general.

Todos los años se celebra en el jardín botánico el acontecimiento denominado "Arts in the Park" que incluye muchas paradas, y la actuación del grupo "Sabaya Bellydance". 